# Cassandra Clare
Judith Lewis (født Rumelt) (født 27. juli 1973) er bedre kendt som Cassandra Clare, der er hendes forfatternavn. Hun er en amerikansk forfatter, der mest er kendt for ungdomsbogserien The Mortal Instruments (Dødens Instrumenter).

### Bogserien The Mortal Instruments (Dødens Instrumenter)
- City of Bones (27. marts 2007)
- City of Ashes (28. marts 2008)
- City of Glass (4. marts 2009)
- City of Fallen Angels (5. april 2011)
- City of Lost Souls (8. maj 2012)
- City of Heavenly Fire (27. maj 2014)

### Trilogien The Infernal Devices (Djævelske Mekanismer)
- Clockwork Angel (31. august 2010)
- Clockwork Prince (6. december 2011)
- Clockwork Princess (19. marts 2013)

### The Mortal Instruments - ekstra bøger ('companion books')
- The Shadowhunter's Codex (med Joshua Lewis) (29. oktober 2013)
- The Bane Chronicles (med Sarah Rees Brennan & Maureen Johnson) (2013–2014)
- Tales From the Shadowhunter Academy (med Sarah Rees Brennan, Maureen Johnson & Robin Wasserman) (2015)
- A History of Notable Shadowhunters and Denizens of Downworld (illustreret af Cassandra Jean) (18. februar 2016)

| Autoritetsdata | - WorldCat - VIAF: 15972535 - LCCN: n2006017279 - ISNI: 0000 0000 5068 8131 - GND: 133854140 - SELIBR: 381613 - SUDOC: 165246782 - BNF: cb158762778 (data) - BIBSYS: 11072107 - MusicBrainz: ec28339e-2741-4c8b-b521-6be91e228391 - NLA: 52801134 - NDL: 01229690 - NKC: xx0104005 - ICCU: RAVV535534 - BNE: XX4794143 |